# ATP 뒤셀도르프 오픈

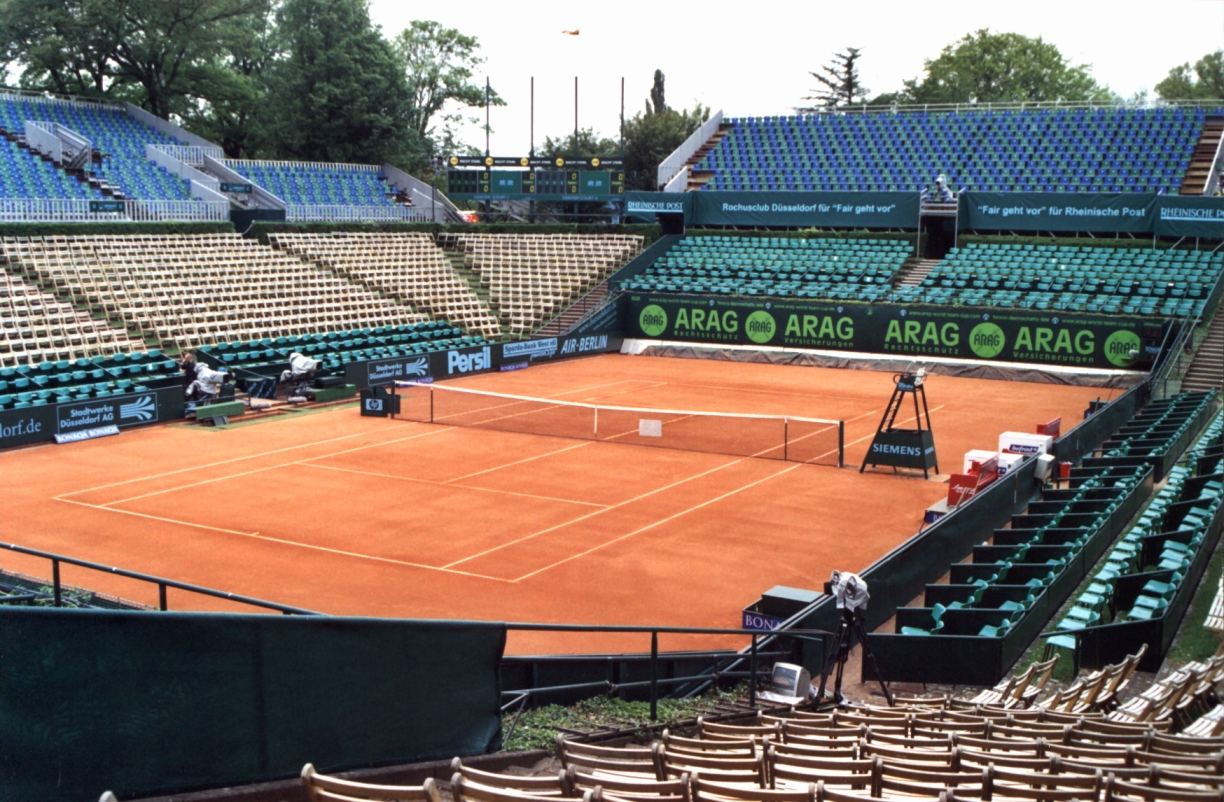

ATP 뒤셀도르프 오픈(ATP Düsseldorf Open, 이전 이름: 파워 호스 컵, Power Horse Cup)은 독일 노르트라인베스트팔렌주 뒤셀도르프의 야외 클레이에서 열린 남자 프로 테니스 토너먼트였다. 이 이벤트는 ATP 투어의 ATP 250 시리즈와 연계되어 있었다. 첫 번째 이벤트는 2013년 5월 18~25일에 열렸다. 2014년 토너먼트는 타이틀 스폰서 없이 진행되었다.
2015년에는 후원 부족으로 인해 2015 ATP 월드 투어 이전에 이벤트가 취소되었고, 일정에서 토너먼트의 자리는 제네바 오픈에 주어졌다.
2006년부터 2008년까지 뒤셀도르프 오픈은 TG 노드 테니스 코트에서 진행된 ATP 챌린저 투어 토너먼트였다.